# Qalansawe
Qalansawe  (en hebreo: קלנסווה y en árabe: قلنسوة) es una ciudad del Distrito Central de Israel. Según la Oficina Central de Estadísticas de Israel (CBS), a finales de 2004 la ciudad tenía una población de 16,400 habitantes, siendo esta la 2.ª menor ciudad del país.